# Cornillé-les-Caves
Cornillé-les-Caves är en kommun i departementet Maine-et-Loire i regionen Pays de la Loire i nordvästra Frankrike. Kommunen ligger i kantonen Seiches-sur-le-Loir som tillhör arrondissementet Angers. År 2022 hade Cornillé-les-Caves 481 invånare.

## Befolkningsutveckling
Antalet invånare i kommunen Cornillé-les-Caves
| Referens: INSEE |